# Pascal Ojigwe
Pascal Karibe Ojigwe (ur. 11 grudnia 1976 w Abie) – nigeryjski piłkarz grający na pozycji defensywnego pomocnika. Posiada także obywatelstwo niemieckie.

## Kariera klubowa
Ojigwe pochodzi z miasta Aba i tam też zaczynał piłkarską karierę w klubie Enyimba FC. W nigeryjskiej Premier League zadebiutował w jego barwach w 1994 w wieku 18 lat. W pierwszej lidze Nigerii grał w Enyimbie przez półtora roku.
Latem 1995 Ojigwe trafił do Niemiec. Został piłkarzem pierwszoligowego 1. FC Kaiserslautern, ale przez rok nie zaliczył debiutu w Bundeslidze, a w międzyczasie Kaiserslautern spadło do drugiej ligi. W sezonie 1996/1997 Ojigwe zaliczył jeden występ w barwach "Czerwonych Diabłów", 11 czerwca 1996 w wygranym 7:6 meczu z SV Meppen (wszedł na boisko w 65. minucie za Miroslava Kadleca i otrzymał żółtą kartkę). Kaiserslautern wróciło do pierwszej ligi, jednak Ojigwe nadal nie grał w podstawowym składzie. W sezonie 1997/1998 zaliczył, podobnie jak rok wcześniej, jeden występ, 3 października 1997 w wygranym 3:1 wyjazdowym meczu z TSV 1860 Monachium. Mecz ten był jednocześnie debiutem Pascala na niemieckich pierwszoligowych boiskach. Nie miał wielkiego udziału w wywalczeniu przez Kaiserslautern wielkiego sukcesu, jakim było zdobycie mistrzostwa kraju (Kaiserslautern był beniaminkiem). W sezonie 1998/1999 wystąpił w 4 meczach ligowych klubu z Kaiserslautern (w meczu z Bayerem 04 Leverkusen otrzymał czerwoną kartkę), a także w 3 meczach Ligi Mistrzów (z HJK Helsinki, PSV Eindhoven oraz Benfiką Lizbona). Kaiserslautern odpadło jednak w ćwierćfinale po klęsce z Bayernem Monachium (0:2 0:4).
Latem 1999 Ojigwe odszedł z Kaiserslautern do drugoligowego 1. FC Köln. Tam stał się podstawowym zawodnikiem zespołu. Brał udział w 32 meczach, w których zdobył 2 gole (oba w wygranym 6:3 meczu z FC St. Pauli). Został wybrany Najlepszym Defensywnym Pomocnikiem 2. Bundesligi i przyczynił się w wygraniu przez zespół z Kolonii ligi i awansie do ekstraklasy.
W lipcu 2000 Bayer Leverkusen zapłacił za Ojigwe 1,85 miliona dolarów i Pascal przeniósł się do zespołu "Aptekarzy". W lidze w barwach Bayeru zadebiutował w 5. kolejce, 16 września w przegranym 1:2 domowym meczu z Hansą Rostock. Ogólnie w całym sezonie zagrał łącznie w 11 meczach, a Leverkusen zajęło 4. miejsce. W sezonie 2001/2002 wywalczył z zespołem wicemistrzostwo Niemiec oraz dotarł do finału Ligi Mistrzów, gdzie niemiecki klub przegrał z Realem Madryt 1:2. W lidze zagrał w 3 meczach, a w Lidze Mistrzów w 4 grupowych, za każdym razem wchodząc na boisko jako rezerwowy. W sezonie 2002/2003 grał już więcej (16 meczów), ale Leverkusen zajęło 15. pozycję broniąc się przed spadkiem z ligi.
Na sezon 2003/2004 Ojigwe przeszedł do Borussii Mönchengladbach, z którą podpisał 3-letni kontrakt. Tam zagrał w 7 meczach ligowych i z drużyną zajął 11. miejsce w lidze. Po sezonie zawodnik opuścił jednak Mönchengladbach i trafił do TSV 1860 Monachium. W zespole tym przez 2 lata zagrał jednak tylko 1 mecz w 2. Bundeslidze, gdyż niemal cały czas leczył kontuzje. Latem 2006 wrócił do ojczyzny do swojego macierzystego klubu Enyimba FC i w sezonie 2006 zajął z nim 3. miejsce w Grupie B pierwszej ligi. W 2007 roku zakończył karierę w Eniymbie.

### Kariera w liczbach
| Sezon   | Klub                     | Kraj    | Rozgrywki      | Mecze | Bramki |
| ------- | ------------------------ | ------- | -------------- | ----- | ------ |
| 1994    | Enyimba FC               | Nigeria | Premier League | ?     | ?      |
| 1995    | Enyimba FC               | Nigeria | Premier League | ?     | ?      |
| 1995/96 | 1. FC Kaiserslautern     | Niemcy  | Bundesliga     | 0     | 0      |
| 1996/97 | 1. FC Kaiserslautern     | Niemcy  | 2. Bundesliga  | 1     | 0      |
| 1997/98 | 1. FC Kaiserslautern     | Niemcy  | Bundesliga     | 1     | 0      |
| 1998/99 | 1. FC Kaiserslautern     | Niemcy  | Bundesliga     | 4     | 0      |
| 1999/00 | 1. FC Köln               | Niemcy  | 2. Bundesliga  | 32    | 2      |
| 2000/01 | Bayer 04 Leverkusen      | Niemcy  | Bundesliga     | 11    | 0      |
| 2001/02 | Bayer 04 Leverkusen      | Niemcy  | Bundesliga     | 3     | 0      |
| 2002/03 | Bayer 04 Leverkusen      | Niemcy  | Bundesliga     | 16    | 0      |
| 2003/04 | Borussia Mönchengladbach | Niemcy  | Bundesliga     | 7     | 0      |
| 2004/05 | TSV 1860 Monachium       | Niemcy  | 2. Bundesliga  | 1     | 0      |
| 2005/06 | TSV 1860 Monachium       | Niemcy  | 2. Bundesliga  | 0     | 0      |
| 2006    | Enyimba FC               | Nigeria | Premier League | ?     | ?      |
| 2007    | Enyimba FC               | Nigeria | Premier League | ?     | ?      |

## Kariera reprezentacyjna
W 1993 roku Ojigwe był członkiem juniorskiej reprezentacji Nigerii na Mistrzostwach Świata U-17 w Japonii. Tam Nigeryjczycy z Ojigwe w składzie wygrali wszystkie mecze (m.in. 8:0 z Kanadą i 4:0 z Argentyną i zostali mistrzami świata.
W pierwszej reprezentacji Nigerii Ojigwe zadebiutował 5 maja 1994 roku w przegranym 1:3 w Sztokholmie towarzyskim meczu z reprezentacją Szwecji. Obok Nwankwo Kanu i Taribo Westa był jednym z trzech młodych piłkarzy, którzy wzięli wówczas udział w przygotowaniach kadry do Mistrzostw Świata w USA.
W 2000 roku był bliski wyjazdu na Puchar Narodów Afryki 2000, jednak odmówił gry na prawej obronie i selekcjoner Jo Bonfrere odesłał go do domu. Pod koniec roku zdobył swoją pierwszą bramkę w kadrze, 2 września w wygranym 4:0 meczu z Namibią rozegranym w ramach eliminacji do PNA 2002.
W 2002 roku Ojigwe był członkiem nigeryjskiej kadry na Puchar Narodów Afryki w Mali. Tam zagrał 15 minut w półfinałowej porażce 1:2 z Senegalem. W meczu o 3. miejsce z Mali zagrał pełne 90 minut na prawej obronie, a Nigeria wygrała 1:0 i zdobyła brązowy medal. W tym samym roku zdobył gola w wygranym 3:0 meczu z Kenią, ale na finały Mistrzostw Świata 2002 nie pojechał. Ogółem w reprezentacji Nigerii Pascal Ojigwe wystąpił w 17 meczach i strzelił 2 gole.

## Sukcesy
- Mistrzostwo Niemiec: 1998 z Kaiserslautern
- Wicemistrzostwo Niemiec: 2002 z Bayerem Leverkusen
- Finał Ligi Mistrzów: 2002 z Bayerem Leverkusen
- Finał Pucharu Niemiec: 2002 z Bayerem Leverkusen
- Mistrzostwo Świata U-17: 1993
- 3. miejsce w PNA: 2002
- 17 meczów, 2 gole w reprezentacji A